# Michael Des Barres

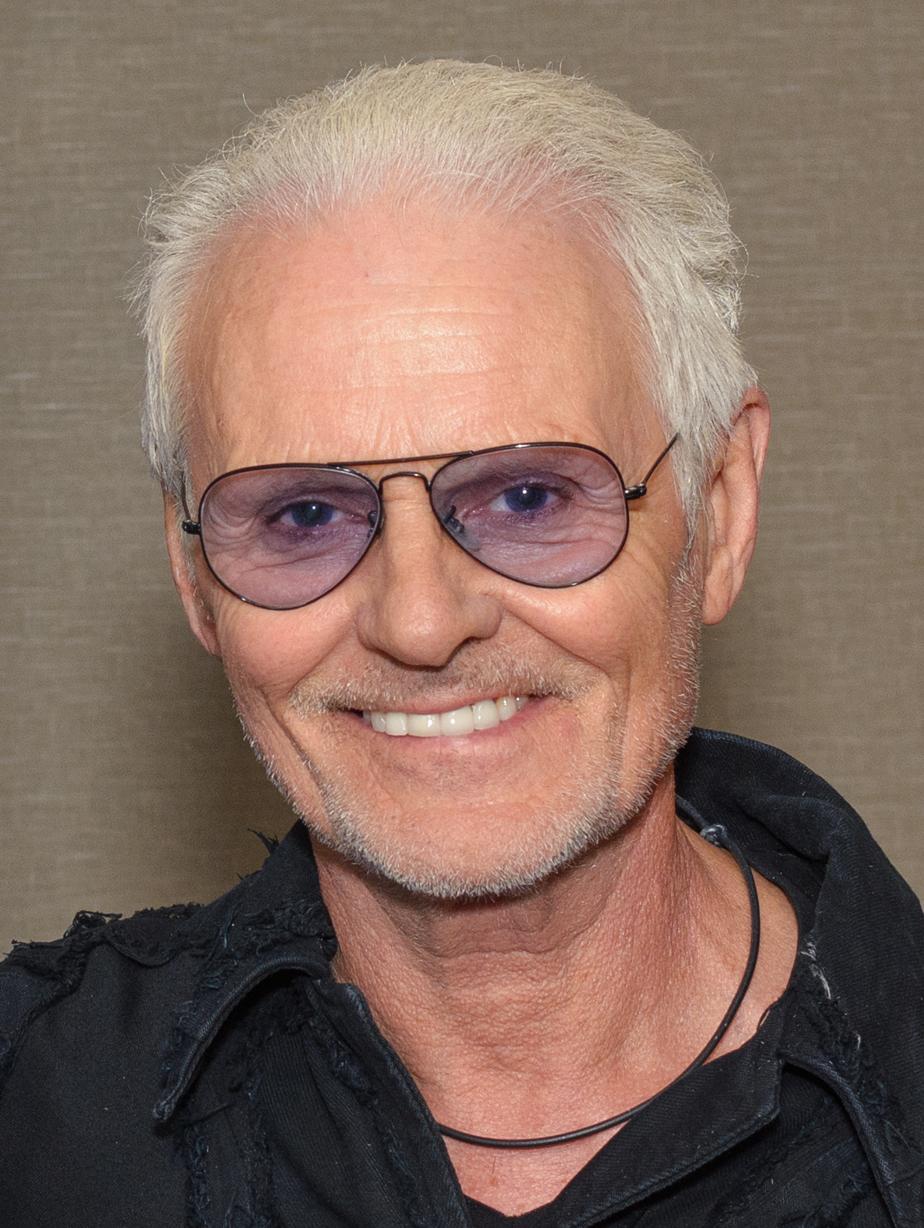
Michael Des Barres, 2017

Michael Des Barres (* 24. Januar 1948 in London) ist ein britischer Schauspieler und Sänger.

## Karriere
Des Barres wurde als Sohn von Marquis Philip Des Barres geboren und wuchs in der Grafschaft Surrey auf. Er besuchte die Schauspielschule Corona Academy in London. Nach der Scheidung von seiner ersten Frau heiratete er 1977 die Schauspielerin und Autorin Pamela Des Barres. Diese schrieb in ihren Büchern Take my heart (Ullstein, 1995) sowie Light my fire (Ullstein, 1989) ausführlich über ihre Beziehung. Das Paar wurde 1991 geschieden.

### Als Musiker
Des Barres war Frontsänger der Bands Silverhead und Detective in den 1970er Jahren sowie von Chequered Past Anfang der 1980er. Mit keiner dieser Bands gelang ihm ein größerer Erfolg, auch die prominente Besetzung von Chequered Past (darunter Steve Jones und Clem Burke) vermochte daran nichts zu ändern. Sein erstes Soloalbum unter dem Titel I’m Only Human entstand 1980; ein zweites, Somebody Up There Likes Me, erschien 1986. Er wurde 1985 als neuer Leadsänger der Band Power Station ausgewählt, nachdem Robert Palmer diese kurzfristig vor Beginn der ersten Tournee verlassen hatte. Durch die Vermittlung von Don Johnson bekam Power Station in dieser Besetzung einen Gastauftritt in einer Folge von Miami Vice. Nach Beendigung der Tournee, die auch einen Auftritt beim Live Aid Konzert in Philadelphia einschloss, löste sich Power Station auf.
Des Barres ist als Komponist für verschiedene Hollywoodfilme tätig gewesen, darunter Police Academy 2 und Neuneinhalb Wochen. Für den Titelsong hierzu wurde er für die Goldene Himbeere in der Kategorie Schlechtester Song nominiert.

### Als Schauspieler
Des Barres Schauspielkarriere begann Mitte der 1960er Jahre in England mit Gastrollen in Fernsehserien. 1967 hatte er in der Verfilmung von To Sir, With Love sein Kinodebüt. Ab Ende der 1970er Jahre nahm er seine Schauspielkarriere in den USA wieder auf. Er hatte seither regelmäßige Gastrollen in US-amerikanischen Fernsehserien wie Detektiv Rockford, 21 Jump Street oder Nash Bridges. In der Serie MacGyver hatte er die wiederkehrende Rolle des Auftragskillers Murdoc, MacGyvers Erzfeind. Eine weitere wiederkehrende Rolle hatte er zudem in Melrose Place. Zu seinen Auftritten in Hollywoodfilmen gehören Alarmstufe: Rot, Pink Cadillac und Mulholland Drive.

## Filmografie (Auswahl)

### Als Schauspieler
- 1971: I, Monster
- 1979: Detektiv Rockford – Anruf genügt (The Rockford Files, Fernsehserie, 2 Folgen)
- 1980: Hart aber herzlich (Hart to Hart, Fernsehserie, Folge 1x16 Downhill to Death)
- 1983: Cagney & Lacey (Fernsehserie, Folge 2x27 The Gang’s All Here)
- 1985: Ghoulies
- 1987: MacGyver (Fernsehserie, 8 Folgen)
- 1987: Sledge Hammer! (Fernsehserie, Folge 1x19 Sledgepoo)
- 1988: Alf (Fernsehserie, Folge 3x06 Promises, Promises)
- 1988: Miami Vice
- 1989: 21 Jump Street – Tatort Klassenzimmer (21 Jump Street, Fernsehserie, 2 Folgen)
- 1989: Pink Cadillac
- 1992: Alarmstufe: Rot (Under Siege)
- 1992: Spaceshift (Waxwork II: Lost in Time)
- 1994: Superman – Die Abenteuer von Lois & Clark (Lois & Clark: The New Adventures of Superman, Fernsehserie, Folge 2x02 Teuflische Töne)
- 1994: High Crusade – Frikassee im Weltraum (The High Crusade)
- 1994: L.A. Law – Staranwälte, Tricks, Prozesse (L.A. Law, Fernsehserie, Folge 8x17 Silence is Golden)
- 1995: Renegade – Gnadenlose Jagd (Renegade. Fernsehserie, Folge 3x22 Profikiller)
- 1996: Melrose Place (Fernsehserie, 11 Folgen)
- 1997; 2004: JAG – Im Auftrag der Ehre (JAG, Fernsehserie, 2 Folgen)
- 1997: Roseanne (Fernsehserie, Folge 9x19 The Miracle)
- 1998: Pretender (The Pretender, Fernsehserie, Folge 3x03 Once in a Blue Moon)
- 1999: Nash Bridges (Fernsehserie, Folge 4x14 Superstition)
- 2001: Mulholland Drive – Straße der Finsternis (Mulholland Drive)
- 2002: Charmed – Zauberhafte Hexen (Charmed), Fernsehserie, Folge 4x19 We’re Off to See the Wizard
- 2004: Frasier (Fernsehserie, Folge 11x20 Eine Woche zu dritt / And Frasier Makes Three)
- 2005: Alias – Die Agentin (Alias, Fernsehserie, Folge 4x10 The Index)
- 2007: Nip/Tuck – Schönheit hat ihren Preis (Nip/Tuck, Fernsehserie, Folge 5x03 Everett Poe)
- 2010: Bones – Die Knochenjägerin (Bones, Fernsehserie, Folge 5x19 The Rocker in the Rinse Cycle)
- 2012: Suits (Fernsehserie, Folge 2x06 All In)
- 2012: Navy CIS (NCIS, Fernsehserie, Folge 10x03 Phoenix)
- 2012: The Finder (Fernsehserie, Folge 1x12 Voodoo Undo)
- 2018: MacGyver (Fernsehserie, 2 Folgen)

### Als Musiker
- 1985: Phantom-Kommando (Commando)
- 1985: Police Academy 2 – Jetzt geht’s erst richtig los (Police Academy 2: Their First Assignment)
- 1986: 9½ Wochen (9½ Weeks)
- 2000: Lucky Numbers

## Diskografie

### Mit Silverhead
- 1972: Silverhead
- 1973: 16 and Savaged
- 1975: Live at the Rainbow

### Mit Detective
- 1977: Detective
- 1977: It Takes One To Know One
- 1978: Live from the Atlantic Studios

### Mit Chequered Past
- 1984: Chequered Past

### Solo
- 1980: I’m Only Human
- 1986: Somebody Up There Likes Me
- 2012: Carnaby Street
- 2013: Hot N Sticky Live
- 2015: The Key To The Universe
- 2024: It‘s Only Rock N‘ Roll

## Auszeichnungen
- 1987: Goldene Himbeere – Nominierung für I Do What I Do (Nine ½ Weeks theme)